# Rheinsberger Straße (Berlin)
Die Rheinsberger Straße liegt im Berliner Ortsteil Mitte des Bezirks Mitte. Die Straße ist durch Wohnbauten mit typischer Berliner Traufhöhe geprägt, die überwiegend in der Gründerzeit errichtet wurden, als das Gebiet Teil der Rosenthaler Vorstadt war.

## Name
Sie ist benannt nach der Stadt Rheinsberg im Norden des Bundeslandes Brandenburg. Die ursprünglichen Namen bei der Neuanlage waren Straße 60, Abt. XI und Straße 79, Abt. IX des Bebauungsplans. Die Umbenennung in Rheinsberger Straße erfolgte am 29. Mai 1862.

## Lage

### Allgemeine Verwaltung
Nach der Eingemeindung 1831 gehörte das Gebiet der Straße zur Rosenthaler Vorstadt. 1920 wurde es Teil des Bezirks Mitte, der 2001 im neugebildeten Bezirk Mitte aufging und dessen Gebiet dort den Ortsteil Mitte bildet.

### Amt für Statistik Berlin-Brandenburg
Die Straße liegt im Statistischen Gebiet 099 Oranienburger Vorstadt.

### Polizei Berlin
Sie gehört zum Abschnitt 56 der Polizeidirektion 5 (City). Vor der Bildung der Direktion City trug der Abschnitt den Namen 31 und war Teil der Direktion 3.

### Wahlkreise
Die Straße liegt im Abgeordnetenhauswahlkreis Mitte 1 und im Bundestagswahlkreis Berlin-Mitte.

### Lebensweltlich orientierte Räume
Nach der seit 2006 gültigen Einteilung der Lebensweltlich orientierten Räume (LOR) gehört die Rheinsberger Straße zum Prognoseraum 01 Zentrum in der Bezirksregion 14 Brunnenstraße Süd. Die Stadtteilkoordination ist Brunnenstraße Süd.
Die dazugehörenden Planungsräume sind:
- 01 Invalidenstraße westlich der Brunnenstraße, also Strelitzer Straße bis Brunnenstraße
- 02 Arkonaplatz, östlich der Brunnenstraße, also Brunnenstraße bis Schwedter Straße

### Postzustellgebiete
Seit Einführung der fünfstelligen Postleitzahlen liegt die Straße in folgenden zwei Postzustellbezirken:
- 10115: Rheinsberger Straße 1–18, 56–79, Strelitzer bis Ruppiner Straße
- 10435: Rheinsberger Straße 20–54, Ruppiner bis Schwedter Straße

### Parkzonen
- Zone 38, westlich der Brunnenstraße, also Strelitzer Straße bis Brunnenstraße
- Zone 41, östlich der Brunnenstraße, also Brunnenstraße bis Schwedter Straße

Der Zonencode für das Handyparken ist 21.

### Zuordnungsübersicht
| Westliche Begrenzung | Östliche Begrenzung | Bebauungsplan 1862 | Postleitzahl | Planungsraum       | Parkraumzone |
| -------------------- | ------------------- | ------------------ | ------------ | ------------------ | ------------ |
| Strelitzer Straße    | Brunnenstraße       | Straße 79, Abt. IX | 10115        | 01 Invalidenstraße | 38           |
| Brunnenstraße        | Ruppiner Straße     | Straße 60, Abt. XI | 10115        | 02 Arkonaplatz     | 41           |
| Ruppiner Straße      | Swinemünder Straße  | Straße 60, Abt. XI | 10435        | 02 Arkonaplatz     | 41           |
| Swinemünder Straße   | Wolliner Straße     | Straße 60, Abt. XI | 10435        | 02 Arkonaplatz     | 41           |
| Wolliner Straße      | Schwedter Straße    | Straße 60, Abt. XI | 10435        | 02 Arkonaplatz     | 41           |

## Verlauf
Die Straße verläuft südlich parallel zur Bernauer Straße, von der Strelitzer Straße im Westen bis zur Schwedter Straße im Osten. An der Brunnenstraße, der ersten Querstraße, ist sie versetzt, der westliche und kürzere Teil befindet sich nördlicher als der östliche und längere Teil.

## Grundstücksnummerierung
Die Nummerierung der Grundstücke entspricht der im Ortsteil Mitte vorherrschenden Hufeisennummerierung. Im Westen beginnend steigen die Nummern auf der Südseite bis zur 36 an und laufen von Osten auf der Nordseite von Nummer 37 bis 79 zurück.

## Abschnitte

### Strelitzer Straße bis Brunnenstraße
Südseite Rheinsberger Straße 1–9, Nordseite 71–79.
Der Abschnitt zwischen Strelitzer Straße und Brunnenstraße gehörte bis zur förmlichen Aufhebung am 28. Januar 2009 zum Sanierungsgebiet Rosenthaler Vorstadt.
In diesem Abschnitt befinden sich zwei Kulturdenkmäler: das Gebäude Rheinsberger Straße 4/5, ehemals 8. Realschule, heute Musikgymnasium Carl Philipp Emanuel Bach, sowie das Mietshaus Rheinsberger Straße 73. In der Rheinsberger Straße 76/77 befindet sich die Factory Berlin.

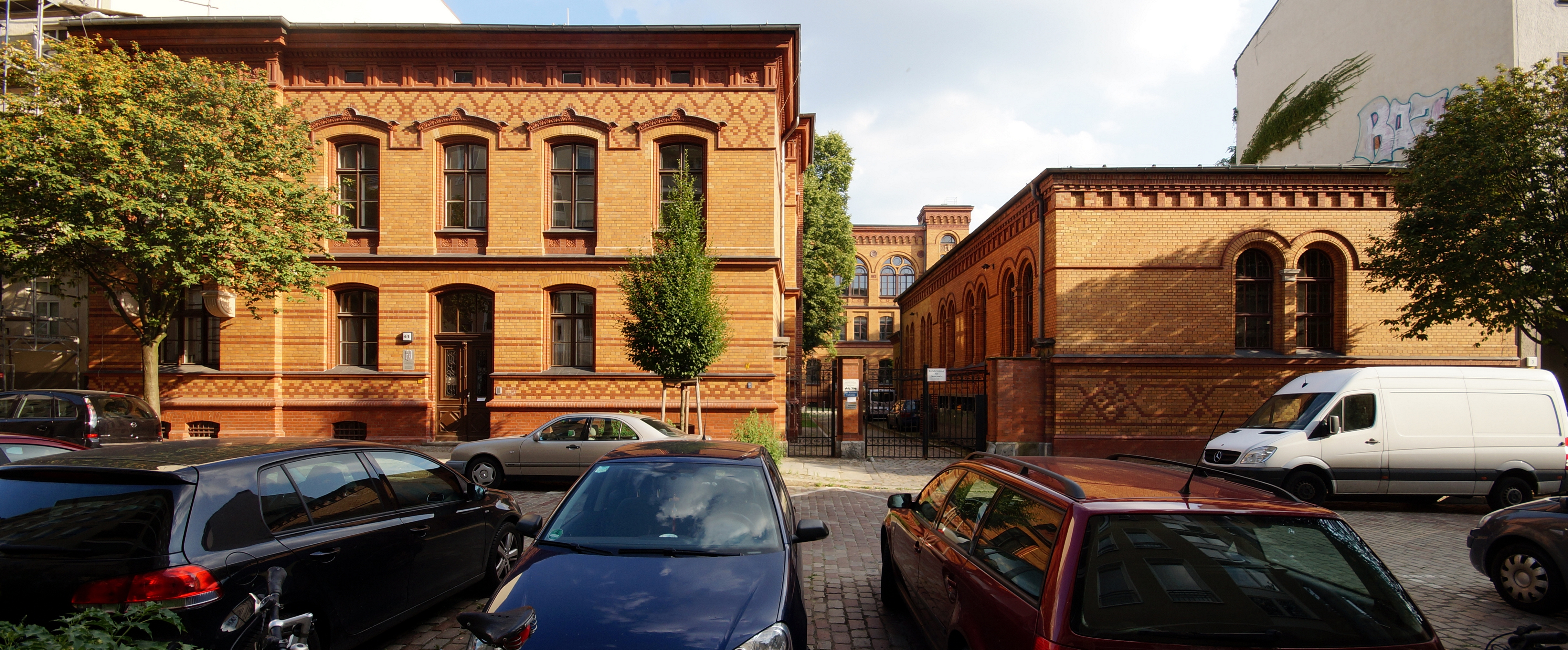
Musikgymnasium Carl Philipp Emanuel Bach, Rheinsberger Straße 4/5, fertiggestellt 1893
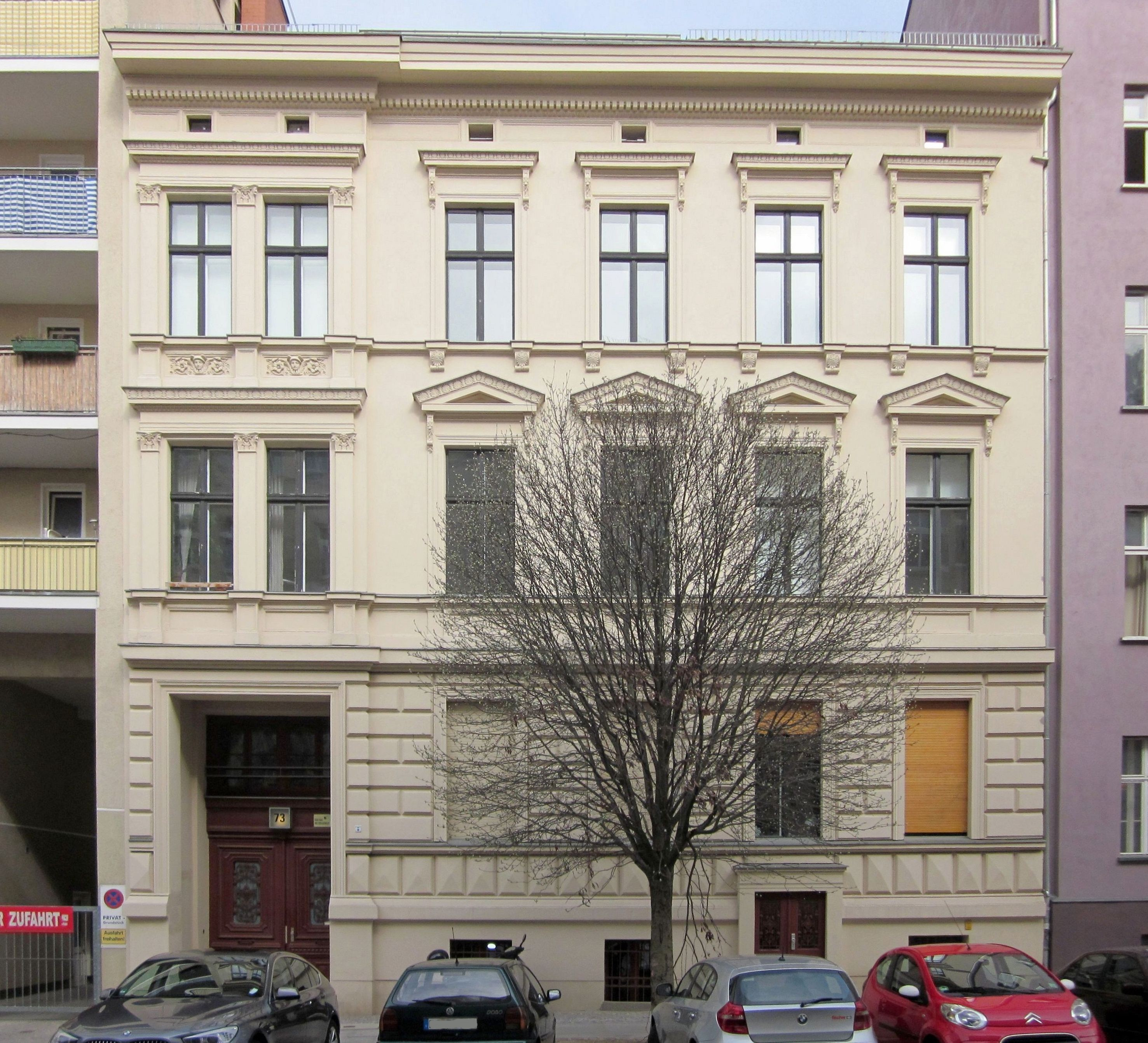
Rheinsberger Straße 73, fertiggestellt 1877
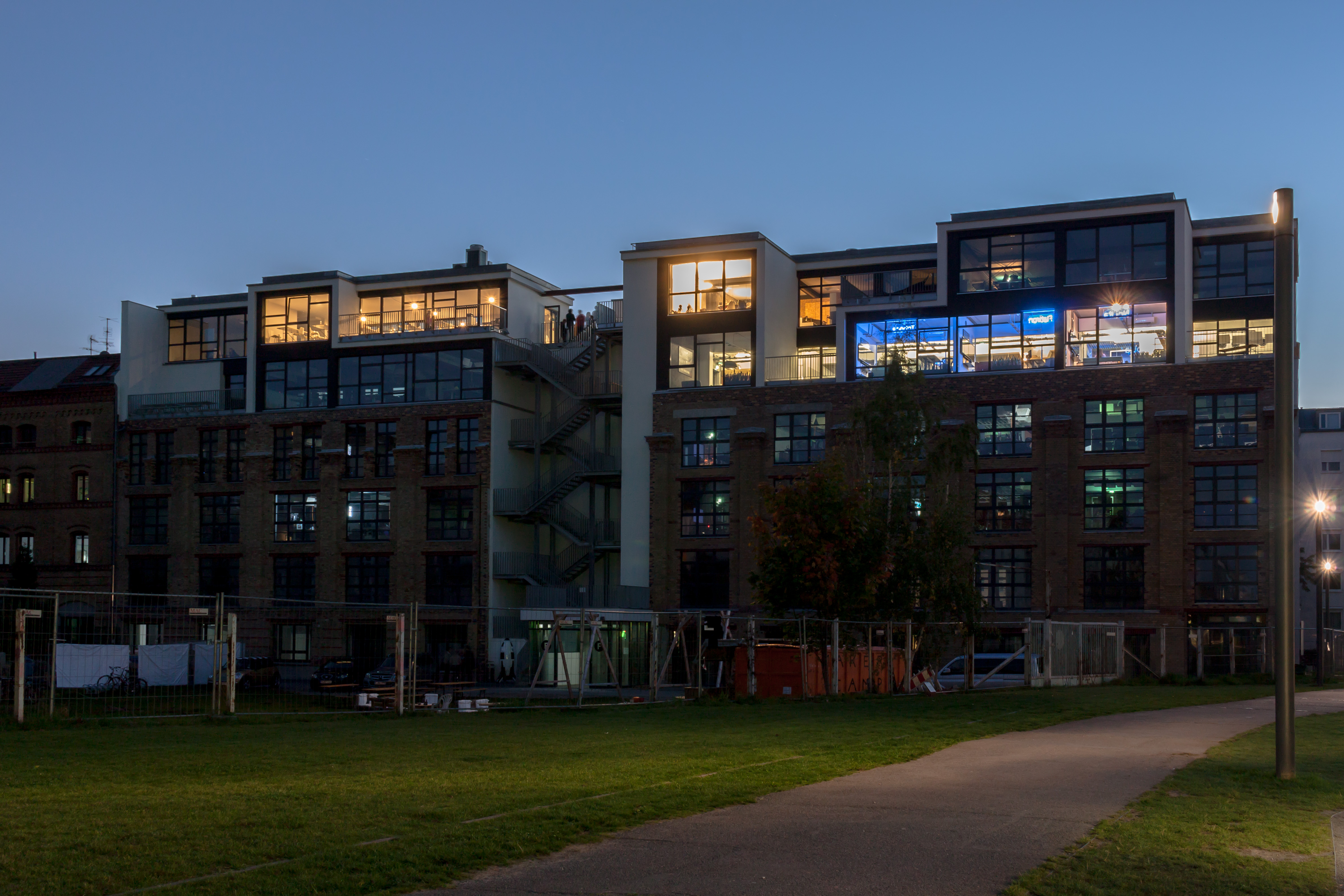
Factory Berlin, vom Grenzstreifen in östlicher Richtung fotografiert

### Brunnenstraße bis Ruppiner Straße

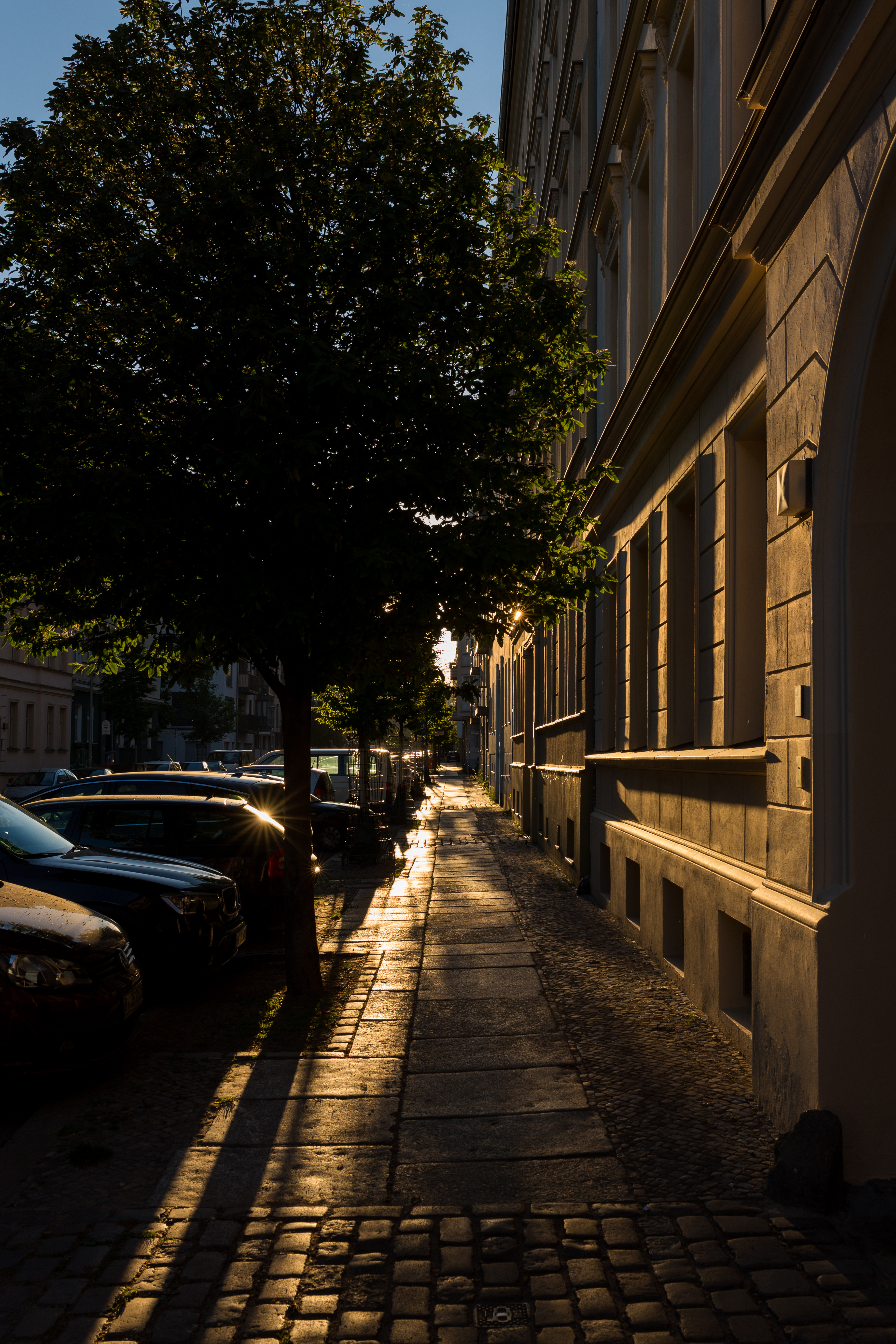
Aufnahme vom südlichen Bürgersteig der Brunnenstr. in Richtung Ruppiner Str.

Südseite Rheinsberger Straße 11–18, Nordseite 56–68.
Im Kreuzungsbereich mit der Brunnenstraße befindet sich der Fahrstuhl zum U-Bahnhof Bernauer Straße.
Auf der Südseite, auf dem Eckgrundstück zur Ruppiner Straße 45, wurde von 2006 bis 2008 auf einer ehemaligen Baulücke der einzige Neubau in diesem Straßenabschnitt errichtet. Es handelt sich um ein siebengeschossiges Gebäude mit Keller- und Dachgeschoss.
Auf der Nordseite, in der Rheinsberger Straße 56 befindet sich der Musikkindergarten Sternenklang.

### Ruppiner Straße bis Swinemünder Straße
Südseite Rheinsberger Straße 20–23, Nordseite 52–54.

### Swinemünder Straße bis Wolliner Straße
Südseite Rheinsberger Straße 25–27, Nordseite 48–50.
Im Jahr 1961 versuchte Bernd Lünser, 22, über die Dächer an der Rheinsberger Straße nach West-Berlin zu gelangen. Der Weg begann an der Swinemünder Straße und endete mit einem Sprung in der Bernauer Straße 40, bei dem er verstarb.

### Wolliner Straße bis Schwedter Straße
Südseite Rheinsberger Straße 29–36, Nordseite 37–46.
Vor der Rheinsberger Straße 30 und der Nummer 45 liegen Stolpersteine. In der Rheinsberger Straße 34–35 befindet sich die Kita Rheinsberger Straße.

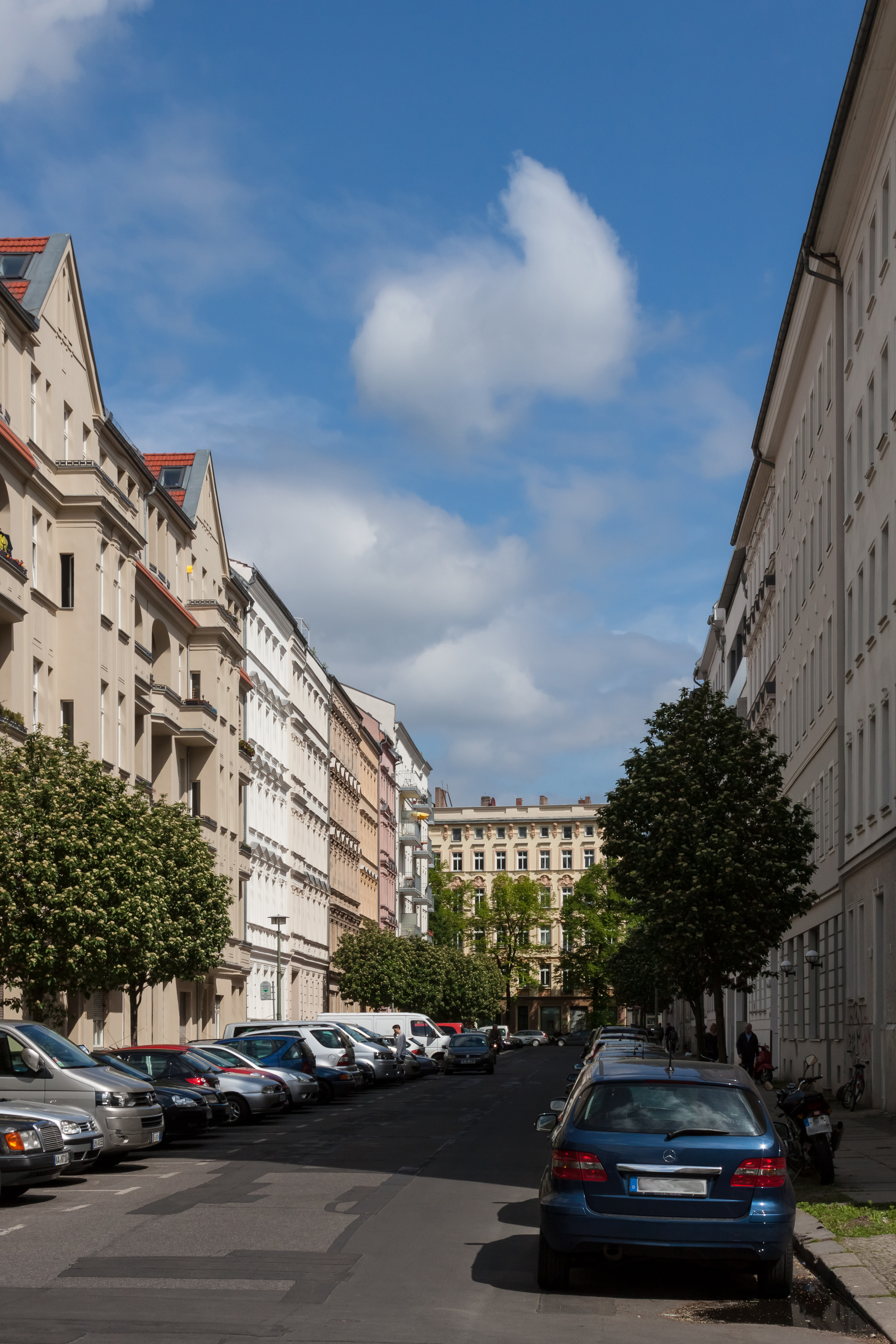
Abschnitt Wolliner bis Schwedter, fotografiert Richtung Schwedter
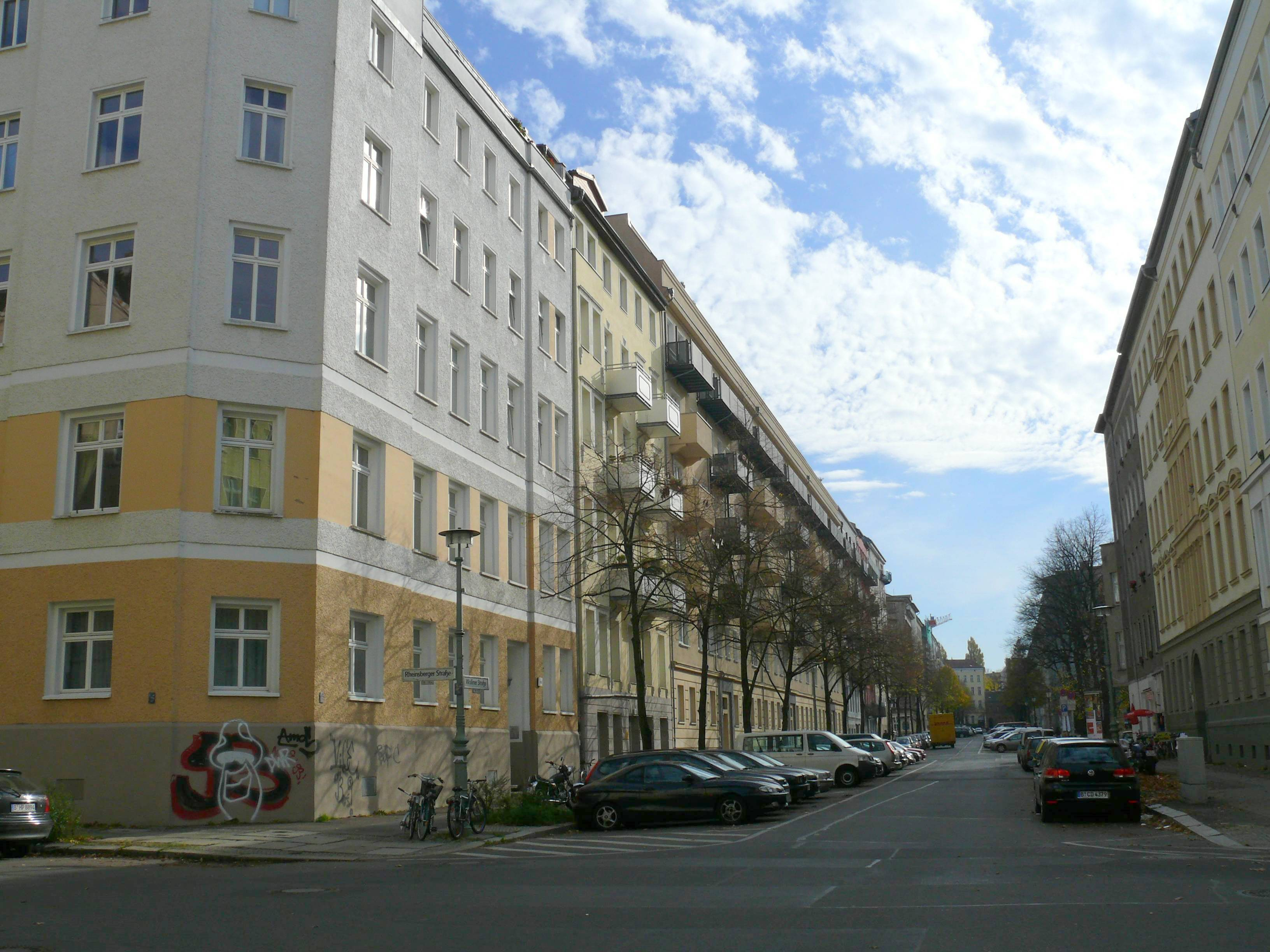
Blick in die Wolliner Straße
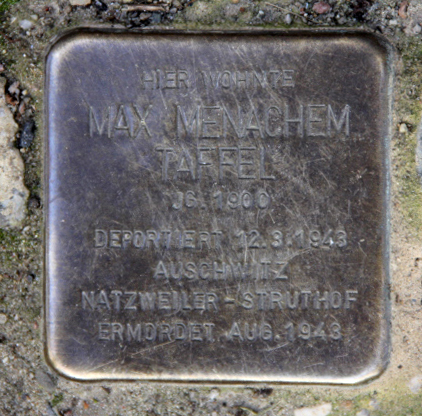
Stolperstein Rheinsberger Straße 30 für Max Menachem Taffel
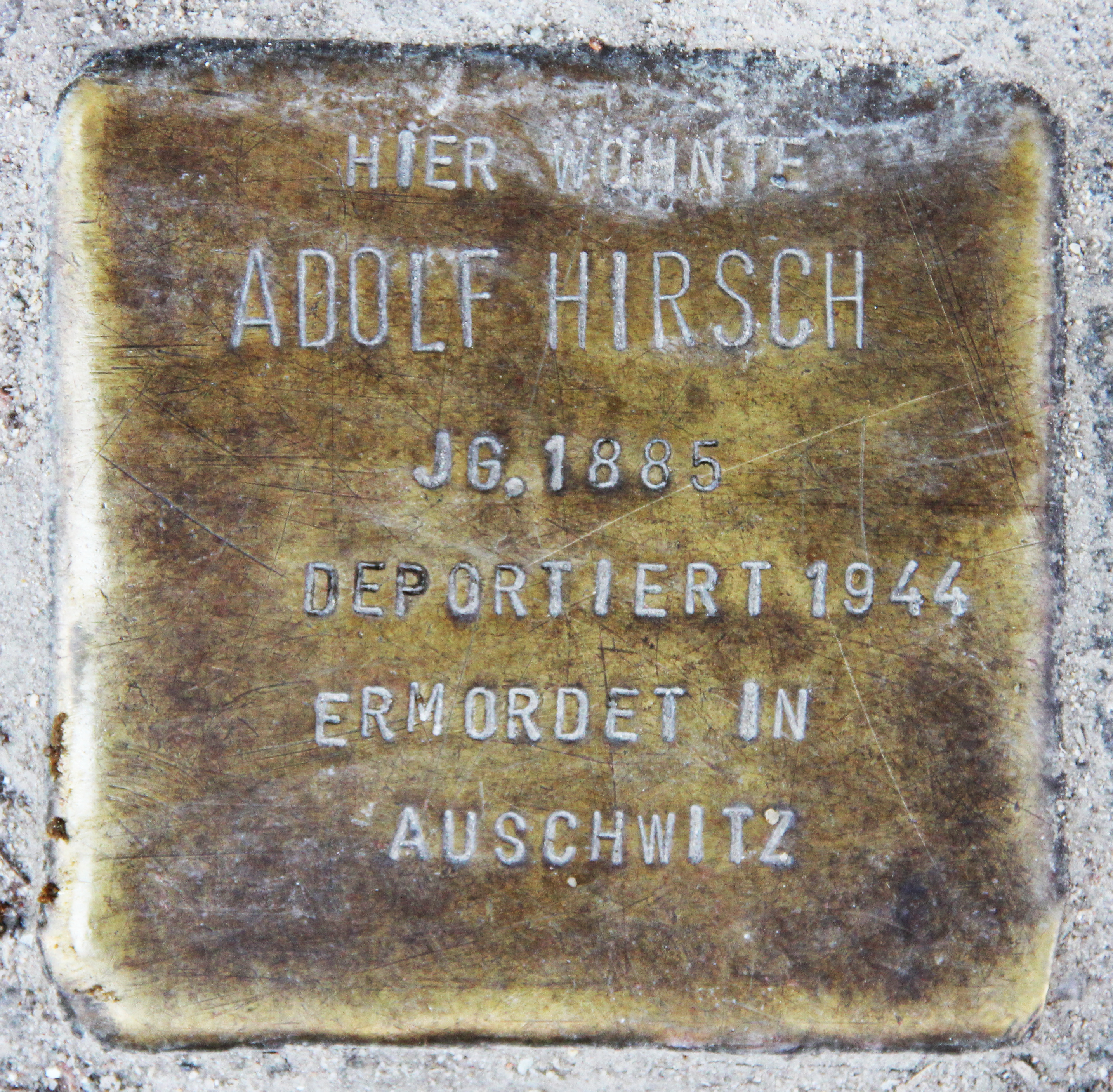
Stolperstein Rheinsberger Straße 45 für Adolf Hirsch
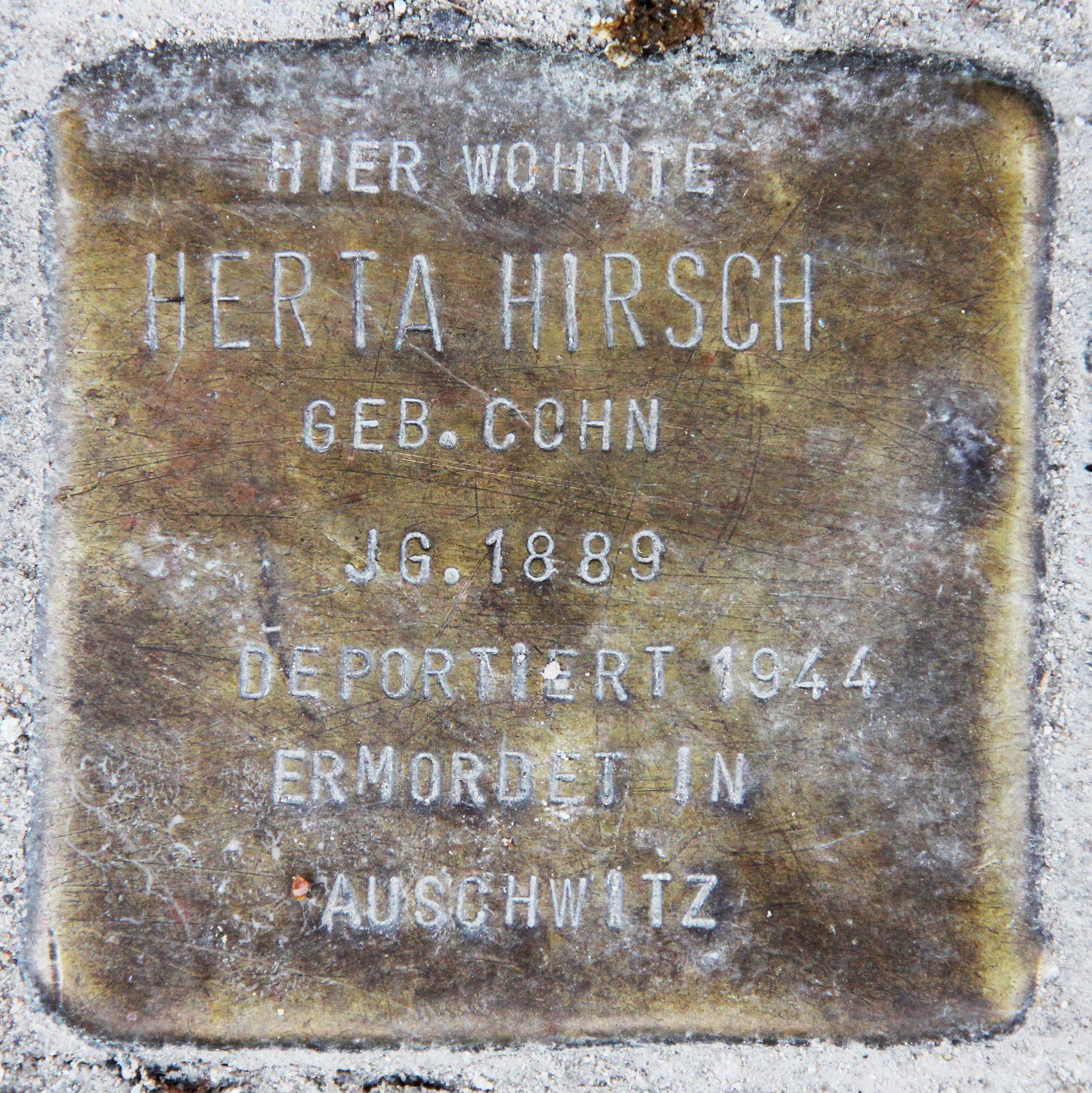
Stolperstein Rheinsberger Straße 45 für Herta Hirsch